# Dekanat Krościenko nad Dunajcem
Dekanat Krościenko nad Dunajcem – dekanat wchodzący w skład diecezji tarnowskiej.
Dziekanem dekanatu jest ks. Henryk Homoncik (proboszcz parafii Krościenko), a wicedziekanem ks. Tomasz Kudroń (proboszcz parafii Szczawnica).

## Parafie dekanatu
W skład dekanatu wchodzą parafie:
- Grywałd – Parafia św. Marcina Biskupa (Kościół św. Marcina w Grywałdzie)
- Krościenko nad Dunajcem – Parafia Wszystkich Świętych
- Ochotnica Dolna – Parafia Znalezienia Krzyża Świętego
- Ochotnica Górna – Parafia Najświętszej Maryi Panny Wniebowziętej
- Sromowce Niżne – Parafia Narodzenia Najświętszej Maryi Panny
- Szczawnica – Parafia św. Wojciecha Biskupa Męczennika
- Szlachtowa – Parafia Matki Bożej Pośredniczki Łask
- Tylmanowa – Parafia św. Mikołaja Biskupa